# Sommet (chanson)
Pour les articles homonymes, voir Sommet (homonymie).
Sommet est une chanson interprétée par le chanteur franco-israélien Amir, sortie le 3 mai 2024. 

## Genèse et sortie
Touché par la mort de sa mère en avril 2023, le chanteur évoque les épreuves de la vie sur Sommet. Il y explore les thèmes du dépassement de soi et la capacité à surmonter des obstacles.
Des extraits du single seront utilisés pour illustrer des rendez-vous sportifs et des écrans publicitaires diffusés sur France Télévisions à l'occasion des Jeux olympiques et paralympiques de Paris 2024.
Le single est également annonciateur d'un nouvel album d'Amir qui devrait sortir à la rentrée.